# Мотько Юлія Анатоліївна
Юлія Анатоліївна Мотько (нар. 24 січня 1996) — українська футболістка та тренерка, виступала на позиції півзахисниці.

## Клубна кар'єру
Футбольну кар'єру розпочала 2010 року в «Освіті-Волинянці» (Маневичі). Наступного року перейшла до костопільського «Ліцею». У команді відіграла три неповні сезони, після чого перебралася в «Житлобуд-2». Дворазова переможниця чемпіонату України. Футбольну кар'єру завершила 2017 року.

## Кар'єра в збірній
У футболці дівочої збірної України WU-17 зіграла 3 матчі.
Виступала й за молодіжну збірну України, у футболці якої дебютувала 21 вересня 2013 року в переможному (3:0) домашньому поєдинку молодіжного чемпіонату Європи проти латвійської «молодіжки». Юлія вийшла на поле на 81-ій хвилині, замінивши Наталію Радзієвську. Загалом у молодіжній збірній Україні зіграла 8 матчів.

## Досягнення
«Житлобуд-2»
- Вища ліга України
  -  Чемпіон (2): 2016, 2017, 2019/20
  -  Срібний призер (3): 2014, 2017/18, 2018/19
  -  Бронзовий призер (1): 2015